# Albert Urbański
Albert Zenon Urbański O.Carm (ur. 20 grudnia 1911 we Frankowie, zm. 1 marca 1985 w Krakowie) – polski duchowny rzymskokatolicki, karmelita, więzień nazistowskiego obozu KL Dachau, autor książki Duchowni w Dachau.

## Życie i studia
Zenon Urbański urodził się we Frankowie, niedaleko karmelitańskiego sanktuarium Matki Bożej Bolesnej w Oborach jako najmłodszy spośród czworga rodzeństwa. W 1924 roku ukończył Publiczną szkołę Powszechną w Zbójnie koło Rypina. 10 lutego 1929 roku w wieku 18 lat wstąpił do Zakonu Braci Najświętszej Maryi Panny z Góry Karmel we Lwowie. Przyjął imię Albert. W 1931 roku ukończył Państwowe Gimnazjum we Lwowie, w roku 1932 złożył pierwsze śluby zakonne. Trzy lata później złożył profesję wieczystą. W latach 1935–1939 ojciec Albert studiował teologię w Międzynarodowym kolegium karmelitańskim św. Alberta w Rzymie. W czasie studiów 10 lipca 1938 roku przyjął święcenia kapłańskie. Po nich wrócił do Polski; M. Krajewski, Oborzańskie Sanktuarium Matki Bożej Bolesnej, Pani i Królowej Ziemi Dobrzyńskiej, WEiW Verbum, Kraków-Obory-Brodnica 2016, s.59, 107, 192, 200.

## II wojna światowa
18 września 1940 roku o. Albert wraz z innymi współbraćmi został aresztowany przez Gestapo pod zarzutem śpiewania pieśni „Serdeczna Matko”, budzącej nastroje patriotyczne, a także o użycie w czasie kazania stwierdzenia, że „Hitler musi przegrać wojnę bo targnął się na Boga”. Został przewieziony do więzienia przy Montelupich w Krakowie, gdzie przebywał do 29 listopada 1940 roku. Następnie znalazł się w obozie w Oświęcimiu. W czasie posługi wśród chorych zachorował na tyfus plamisty, przeżył otrzymując tylko zastrzyki na wzmocnienie serca. Po dwóch tygodniach pokonał chorobę.
Ojciec Albert przypisywał wyzwolenie obozu w 1945 roku nadzwyczajnej ingerencji i opiece św. Józefa. W czasie zbliżającej się likwidacji obozu wraz z innymi kapłanami rozpoczął nowennę o uratowanie od śmierci. Kapłani w Dachau złożyli uroczyste ślubowanie, że w rocznicę wyzwolenia odbędą zbiorową pielgrzymkę do cudami wsławionego obrazu św. Józefa w Kaliszu, oraz będą szerzyć kult Opiekuna św. Rodziny. Na zakończenie tej nowenny niespodziewanie wkroczyła na teren obozu Armia Amerykańska, przynosząc wyzwolenie obozu.
Swoje przeżycia spisał w książce Duchowni w Dachau, będącej świadectwem życia w obozie wielu kapłanów.
Według złożonych ślubów wszyscy kapłani, którzy przeżyli Dachau w rok po wyzwoleniu udali się do św. Józefa dziękując za dar życia w wiary. Przez całe dalsze życie rozwijał myśl biblijną, dogmatyczną i liturgiczną nauki o św. Józefie, wygłaszając wiele referatów, kazań i misji.

## Naukowiec i duszpasterz
Po powrocie do Polski przełożeni mianowali go prefektem kleryków WSD Karmelitów w Krakowie. Funkcje pełnił przez 11 lat, prowadząc również wykłady z dogmatyki. Na kapitule prowincjalnej w 1964 roku został wybrany na wyższego przełożonego Polskiej prowincji Zakonu.
W 1967 roku na KUL-u otrzymał doktorat z teologii i został członkiem Jasnogórskiego Studium Mariologicznego. W latach 1969–1976 na prośbę ks. Kard. Stefana Wyszyńskiego pełnił funkcję I- go prezesa Studium Józefologii w Kaliszu, był w tym czasie również aktywnym członkiem sekcji Dogmatyczno – Moralnej Polskiego Towarzystwa Teologicznego w Krakowie. Od 1977 roku decyzją metropolity krakowskiego kard. Karola Wojtyły został mianowany moderatorem zespołu studyjnego czcicieli Najświętszego Serca Pana Jezusa.
Zmarł 1 marca 1985 roku w Krakowie.